# Aleksei Iakimenko
Aleksei Iakimenko (rusă Алексей Андреевич Якименко; n. 31 octombrie 1983, Barnaul, RSFS Rusă, URSS) este un scrimer rus specializat pe sabie.
A fost campion mondial în 2015, de șase ori campion mondial pe echipe (în 2002, 2003, 2005, 2010, 2011 și 2013) și de 12 ori campion european la individual și pe echipe. A fost laureat cu bronzul pe echipe la Jocurile Olimpice de vară din 2004 de la Atena. A cucerit de trei ori Cupa Mondială de Scrimă în sezoanele 2004–2005, 2006–2007 și 2010–2011. A câștigat cinci medalii de aur la Universiada.

## Palmares
Clasamentul la Cupa Mondială
| An  | 2003 | 2004 | 2005 | 2006 | 2007 | 2008 | 2009 | 2010 | 2011 | 2012 | 2013 | 2014 | 2015 |
| --- | ---- | ---- | ---- | ---- | ---- | ---- | ---- | ---- | ---- | ---- | ---- | ---- | ---- |
| Loc | 49   | 16   | 1    | 4    | 1    | 16   | 9    | 8    | 1    | 2    | 16   | 4    | 4    |

## Legături externe
Materiale media legate de Aleksei Iakimenko la Wikimedia Commons
- Prezentare Arhivat în 19 decembrie 2014, la Wayback Machine. la Confederația Europeană de Scrimă
- en Aleksei Iakimenko la Olympedia.org
- Alexey Yakimenko: Epic Sabre Compilation pe YouTube, o compilare de Sydney Sabre Centre